# Francis Godwin

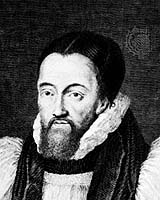
Francis Godwin

Francis Godwin (* 1562 in Hannington, Northamptonshire; † nach 29. April 1633 in Whitbourne, Herefordshire) war ein englischer Geistlicher und Schriftsteller.

## Leben

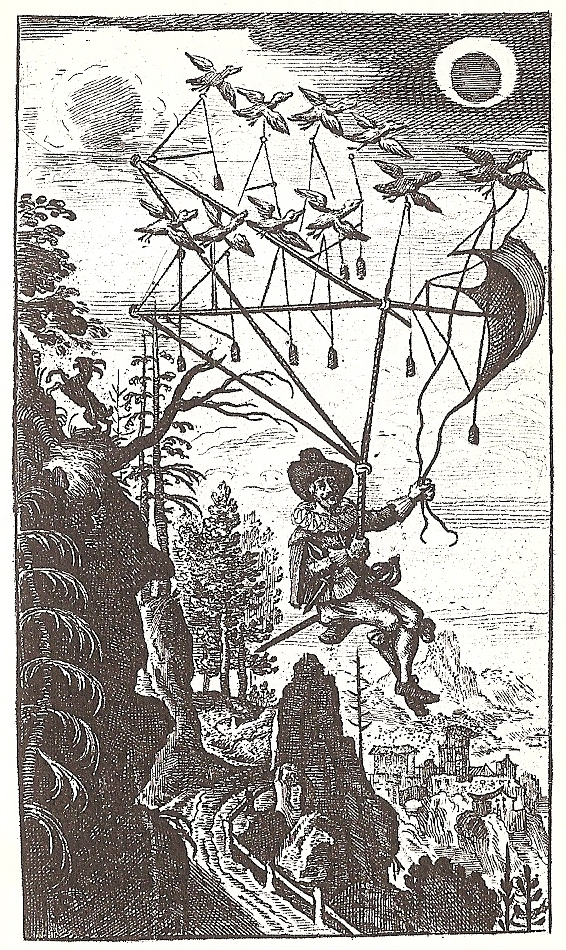
Der fliegende Wandersmann nach dem Mond, 1659, Frontispiz.

Der fliegende Wandersmann nach dem Mond, 1659, Titelblatt.

Er war Sohn des Bischofs von Bath und Wells, Thomas Godwin. Ab 1578 war er „Student“ am Christ Church College, wo er 1580 seinen Bachelor erwarb sowie drei Jahre später seinen Master. 1587 ernannte man ihn zum Subdekan von Exeter. 1593 machte er seinen Bachelor of Divinity und 1595 erlangte schließlich die Doktorwürde. 1601 veröffentlichte er den Catalogue of the Bishops of England since the first planting of the Christian - Religion in this Island, wofür man ihn im selben Jahr zum Bischof von Llandaff beförderte. 1616 veröffentlichte Godwin die Rerum Anglicarum, Henrico VIII., Edwardo VI. el Maria regnantibus, Annales, welche später von seinem Sohn ins Englische übertragen und veröffentlicht wurden.
Heutzutage ist Godwin vor allem für seinen um 1629 entstandenen und 1638 postum veröffentlichten Roman „The Man in the Moone, or a Discourse of a Voyage thither, by Domingo Gonsales, the Speedy Messenger“ (deutsch: Der Mann im Mond) bekannt. Der Hauptteil des Romans beschreibt in einer Ich-Erzählung des Spaniers Domingo Gonsales dessen Reise auf den Mond. Mit einem auf der Insel Sankt Helena konstruierten und von eigens dazu abgerichteten „gansas“ – einer Art von Schwänen oder Gänsen – gezogenen Flugapparat fliegt Gonsales vom Pico del Teide auf Teneriffa aus auf den Mond. Nach längerem Aufenthalt in der lunaren Welt landet er bei der Rückkehr versehentlich in China und wird von Mitgliedern der dortigen jesuitischen Mission aufgefordert, seine Erlebnisse niederzuschreiben.
Das Werk wurde nach der Erstveröffentlichung bis 1768 in acht weiteren englischen Ausgaben gedruckt. Kurz nach der Erstveröffentlichung erschien in den 1640er Jahren eine anonyme niederländische Übersetzung, der bis 1718 mindestens vier weitere niederländische Drucke folgten. Eine französische Übersetzung von Jean Baudoin erschien 1648 (mit weiteren Ausgaben 1651, 1666 und 1671). Die französische Übersetzung Baudoins bildete ihrerseits die Vorlage für die deutsche Übertragung Der fliegende Wandersmann nach dem Mond, die sehr wahrscheinlich von Balthasar Venator stammt und zuerst 1659 (in weiteren Ausgaben 1660, 1667, 1684, 1699, 1701) erschien. Der 1667 in Nürnberg erschienenen dritten deutschen Ausgabe wurden zur Auffüllung des letzten Druckbogens auch noch ein Extract und ein Anhang beigegeben, die wahrscheinlich von Grimmelshausen stammen. Ohne diese Zutaten, aber zusammen mit zwei weiteren Satiren Venators, wurde der Fliegende Wandersmann dann 1684 als vermeintliches Werk Grimmelshausens in den dritten Teil der postumen Gesamtausgabe Grimmelshausens aufgenommen. Diese falsche Zuschreibung hat den Erfolg des Werks in Deutschland nachhaltig begünstigt und wurde erst 1924 von der Grimmelshausenforschung (Julie Cellarius) korrigiert.
Godwins Roman, der heute als ein Vorläufer der Science Fiction gilt, ist in unterhaltsamer Weise, aber inhaltlich anspruchsvoll auf Belehrung des Lesers und die Vermittlung von Denkanstößen angelegt und bewegt sich hierbei in philosophischen und wissenschaftlichen Fragen auf der Höhe seiner Zeit. Er inspirierte nicht nur geistig verwandte Literaten wie Jonathan Swift (Gulliver’s voyage to Laputa) und Cyrano de Bergerac (L’autre monde), sondern fand Beachtung auch in der Welt der Gelehrsamkeit. So wurde die Beschreibung der auf musikalische Töne gegründeten Mondsprache von John Wilkins und Andreas Müller von Greifenhagen im Kontext zeitgenössischer sprachwissenschaftlicher Fragen diskutiert. Gonsalos Fluggerät wurde von Wilkins, David Russen und anderen unter dem Gesichtspunkt seiner technischen Eignung erörtert und veranlasste Johann Heinrich Zedler zu der offenbar als Warnung gemeinten Bemerkung, dass niemand „so einfältig seyn“ werde, aus diesem „Gedichte eine wahre Geschichte“ zu machen. Auch die Behauptung, dass manche Vogelarten die Winterzeit als Zugvögel auf dem Mond verbrächten, wurde von Charles Morton (An Essay towards the Probable Solution of this Question, 1694) und anderen Autoren bis ins 18. Jahrhundert als ernstzunehmende Möglichkeit rezipiert.
Ein weiteres Buch von Godwin, der Nuncius inanimatus, published in Utopia von 1629 scheint die Vorlage für John Wilkins’ Mercury, or the Secret and Swift Messenger von 1641 gewesen zu sein.

## Werke
- Catalogue of the Bishops of England since the first planting of the Christian - Religion in this Island, 1601.
- Rerum Anglicarum, Henrico VIII., Edwardo VI. el Maria regnantibus, Annales, 1616.
- The Man in the Moone, or a Discourse of a Voyage thither, by Domingo Gonsales, the Speedy Messenger, 1638.
  - Der fliegende Wandersmann nach den Mond: Oder Eine gar kurtzweilige und seltzame Beschreibung der Neuen Welt deß Monds. wie solche von einem gebornen Spanier mit Namen Dominico Gonsales beschrieben: Und der Nachwelt bekant gemacht worden ist; Aus den Frantzösischen ins Teutsche übergesetzet, Stern, Wolffenbüttel 1659. (Digitalisat), 1660 (Google Books)
  - Der Mann im Mond, Ullstein, Frankfurt a. M. 1986.